# Adenopterus yahouensis
Adenopterus yahouensis är en insektsart som beskrevs av Otte, D. 1987. Adenopterus yahouensis ingår i släktet Adenopterus och familjen syrsor. Inga underarter finns listade i Catalogue of Life.